# Inge Lønning
Inge Johan Lønning, född 20 februari 1938 i Fana, Hordaland fylke, död 24 mars 2013 i Beitostølen, Oppland fylke, var en norsk teolog, universitetsrektor och politiker (H). Han var bror till biskop Per Lønning, farbror till professor Jan Tore Lønning, kusin till professor Ragnar Rommetveit och far till musikern Lars Lønning.
Lønning avlade ämbetsexamen 1963, verkade som präst i Forsvaret ett år, tog teologie doktorsgrad 1971 och blev professor vid Universitetet i Oslo samma år. Han var rektor vid Universitetet i Oslo från 1985 till 1995.
Han invaldes i Stortinget 1997. Åren 1998–2002 var han Høyres förste vice ordförande, och 2001–2005 var han Stortingets vicepresident. Han var också den siste presidenten i Lagtinget, från 2005 till dess att Lagtinget blev nedlagt 2009.
Lønning var redaktör för tidskriften Kirke og Kultur en följd av år. Han var president för det norsk-tyska sällskapet (Deutsch-Norwegische Gesellschaft), och styrelseordförande för Universitetsforlaget.

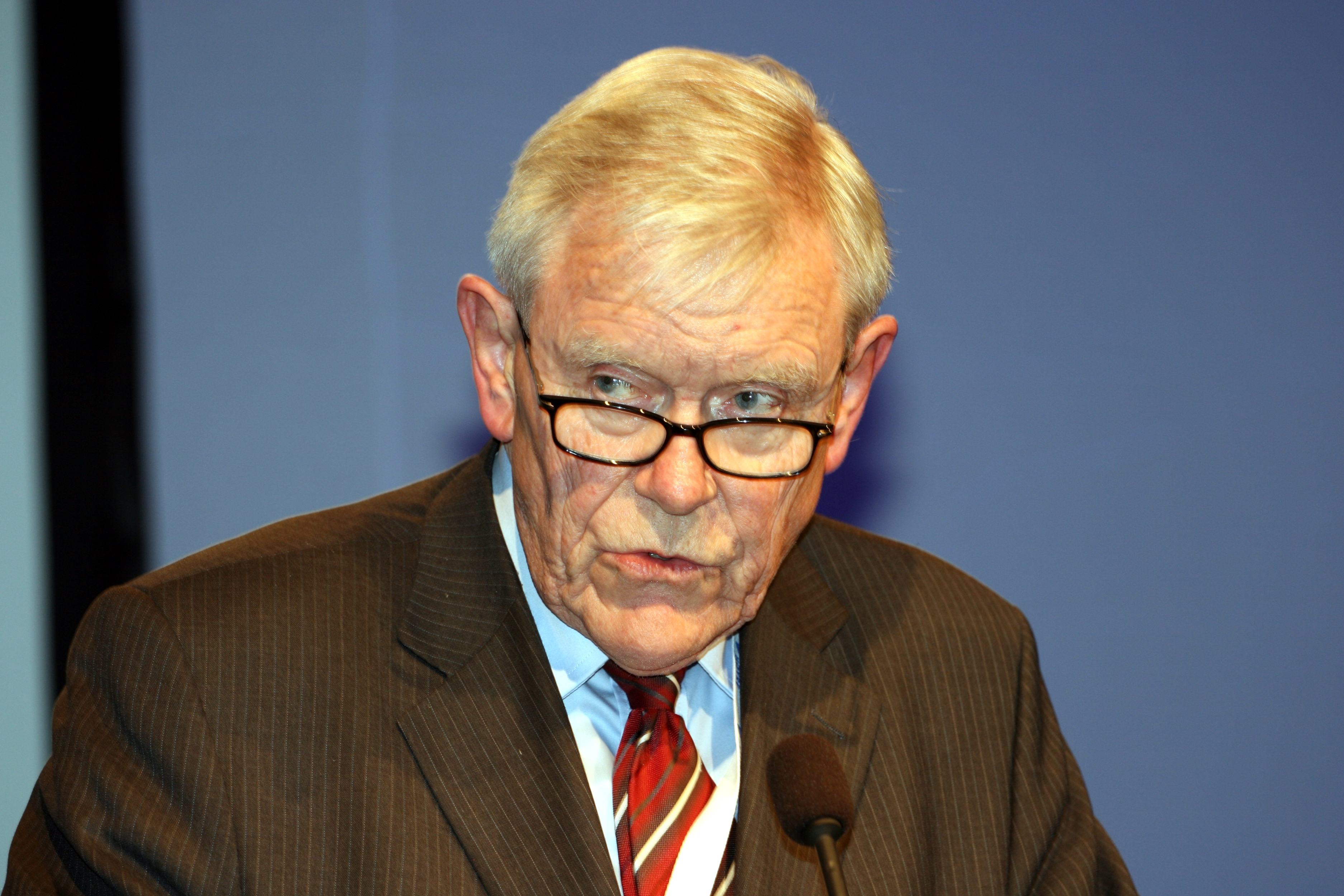
Inge Lønning.